# Potamocarcinus (Raddaus) parazilchi
Potamocarcinus (Raddaus) parazilchi is een krabbensoort uit de familie van de Pseudothelphusidae.